# ژان تیرول
ژان تیرول (فرانسوی: Jean Tirole‎؛ زادهٔ ۹ اوت ۱۹۵۳) یک اقتصاددان اهل فرانسه است. او استاد مدرسه عالی اقتصاد شهر تولوز فرانسه و بنیان‌گذار مؤسسه مطالعات عالی تولوز است. وی فعالیت‌های خود را در خصوص سازمان‌های صنعتی، نظریه بازی، بانکداری و امور مالی، اقتصاد و روان‌شناسی متمرکز کرده‌است. تیرول در سال ۲۰۱۴ مفتخر به دریافت جایزه نوبل اقتصاد برای تجزیه و تحلیل قدرت بازار و مقررات شد.
تیرول مدارک مهندسی خود را از اکول پلی تکنیک و اکول ده پونت پاریس تک، DEA و دکترای ریاضیات تصمیم‌گیری را از دانشگاه پاریس دوفین و پی اچ دی خود را در اقتصاد از مؤسسه فناوری ماساچوست در آمریکا دریافت کرده‌است.
وی برنده جایزه کمک هزینه گوگنهایم و جایزه نوبل اقتصاد در سال ۲۰۱۴ شده‌است.
ژان تیرول پس از موریس اله (سال ۱۹۸۸) و ژرار دوبرو (۱۹۸۳) سومین اقتصاددان فرانسوی است که به دریافت جایزه نوبل اقتصاد نایل آمده‌است.

## تحصیلات
تیرول مدرک مهندسی خود را از École Polytechnique در پاریس در سال ۱۹۷۶ دریافت کرد، و نیز از École nationale des ponts et chausses در سال ۱۹۷۸. او به عنوان عضوی از نخبگان سپاه پل، آب و جنگل فارغ‌التحصیل شد. تیرول تحصیلات تکمیلی خود را در دانشگاه DAUPHINE پاریس دنبال کرد و موفق به دریافت مدرک DEA در سال ۱۹۷۶ شد و نیز دکترای خود را در رشتهٔ «ریاضیات تصمیم» در سال ۱۹۷۸ دریافت کرد. در سال ۱۹۸۱ وی توانست مدرک (Ph.D.) خود را از مؤسسه تکنولوژی ماساچوست باعنوان پایان نامهٔ «مقالات در نظریه‌های اقتصادی» تحت نظارت اریک ماسکین دریافت نماید.

## حرفه
تیرول رئیس هیئت مدیره بنیاد Jean-Jacques Laffont Foundation در مدرسه تولوز اقتصاد، و مدیر علمی مؤسسه اقتصاد صنعتی (Idei) در تولوز است. پس از دریافت دکترا از MIT در سال ۱۹۸۱ او کار خود را به عنوان پژوهشگر در École nationale des ponts et chausses تا سال ۱۹۸۴ ادامه داد. از سال ۱۹۸۴ تا ۱۹۹۱ وی به عنوان پروفسور اقتصاد در MIT مشغول به کار شد. کارهای تیرول در ۱۹۸۸ به بیان تئوری مدرن IO به وسیلهٔ ترتیب دادن و سنتز نتایج اصلی انقلاب game-theory در فهم بازارهای غیررقابتی کمک بزرگی کرد.
از سال ۱۹۹۴ تا ۱۹۹۶ تیرول پروفسور اقتصاد École Polytechnique بوده‌است. وی همچنین در پروژهٔ ساخت دانشکدهٔ جدید اقتصاد با Jean-Jacques Laffont در تولوز همکاری داشته. او از سال ۱۹۹۵ مهندس عمومی سپاه پل، آب و جنگل و نیز رئیس هیئت مدیرهٔ مدرسهٔ تولوز اقتصاد، همچنین استاد مدعو دانشگاه MIT و استاد" cumulant " در École des hautes études en sciences sociales می‌باشد.
تیرول در سال ۱۹۹۸ رئیس جامعهٔ اقتصاددانان و در ۲۰۰۱ رئیس انجمن اقتصادی اروپا بوده‌است. در این زمان، او قادر به تعیین راهی برای محاسبه قیمت بهینه برای تنظیم انحصارات طبیعی بود و تعدادی مقاله در مورد تنظیم بازار سرمایه، با تمرکز بر دیفرانسیل کنترل بین وام دهندگان غیر متمرکز و کنترل متمرکز مدیریت بانک نوشت.
تیرول از سال ۲۰۱۱ یکی از اعضای Académie des Sciences morales et politiques بوده‌است و از سال ۲۰۰۸ در the Conseil d'analyse économique و از ۲۰۱۳ در the Conseil stratégique de la recherché.
در اوایل ۲۰۱۰ وی نشان داد بانک‌ها به‌طور کلی گرایش به ریسک‌های کوتاه مدت دارند و توصیه کرد که از جنبهٔ کمی به سمت سیاست‌های تحریک بازار مبتنی بر کیفیت بیشتر پیش روند.

## جوایز
تیرول موفق به دریافت جایزه یادبود نوبل علوم اقتصادی در سال ۲۰۱۴ برای تجزیه و تحلیل خود از قدرت بازار و تنظیم انحصارات طبیعی شد.
وی همچنین توانست دکترای افتخاری از دانشگاه آزاد بروکسل (Université libre de Bruxelles) در سال ۱۹۸۹ کسب کند و نیز از مدرسه کسب و کار لندن و دانشگاه مونترال در سال ۲۰۰۷، و از دانشگاه مانهایم در سال ۲۰۱۱، و دانشگاه اقتصاد و کسب و کار آتن و دانشگاه رم تور Vergata در سال ۲۰۱۲ و همچنین دانشگاه لوزان در سال ۲۰۱۳.
علاوه بر این‌ها او موفق به دریافت جایزهٔ دانش اقتصاد، امور مالی و مدیریت در سال ۲۰۰۸ از بنیاد BBVA شد و نیز جایزهٔ خدمات برجسته برای تحقیقات سودمند عمومی از دانشگاه فلوریدا در سال ۱۹۹۷ به تیرول تعلق گرفت و همچنین جایزه Yrjö Jahnsson بنیاد Yrjö Jahnsson و انجمن اقتصادی اروپا در سال ۱۹۹۳.
تیرول همچنین عضو افتخاری خارجی آکادمی آمریکایی علوم و هنر (۱۹۹۳) و انجمن اقتصادی آمریکا (۱۹۹۳) می‌باشد. وی همکار اسلون (۱۹۸۵) و یک گوگنهایم (۱۹۸۸) بوده‌است. او یک شخص از جامعه اقتصاددانان در سال ۱۹۸۶ و زیرمجموعهٔ نظریه اقتصادی (جامعه برای پیشرفت نظریه اقتصادی) در سال ۲۰۱۱ بود.
در سال ۲۰۰۷ به او بالاترین جایزه (مدال طلا یا médaille d'or) از CNRS فرانسه اهدا شد. در سال ۲۰۰۸ جایزه Prix du Cercle d'Oc. در سال ۲۰۰۹، او یک مشارکت برجسته در دریافت جایزه حرفه (انجمن بین‌المللی برای اقتصاد انرژی) داشت. وی توانست بورسیهٔ مبادلهٔ بازرگانی شیکاگو را از علوم مؤسسه تحقیقات ریاضی دریافت کند. (CME- MSRI). برای نوآوری در امور مالی موفق به دریافت جایزه دارایی the Tjalling Koopmans و " جایزه کلود لوی اشتراوس " شد.
تیرول در میان بانفوذتین اقتصاددانان جهان می‌باشد و علاوه بر جوایز دانشگاهی متعددش توانست دریافت کنندهٔ مدال طلا از شهرستان تولوز در سال ۲۰۰۷ باشد.

## نظریهٔ برندهٔ نوبل تیرول
اگر بازارهای تحت سلطه توسط تعداد کمی از شرکت‌ها غیرقابل تنظیم بماند، جامعه اغلب از پیامدهای منفی رنج می‌برد. قیمت می‌تواند غیر منصفانه بالا رود و شرکت‌های جدید از ورود به بازارها بازمی‌مانند. از اواسط دهه ۱۹۸۰، جین تیرول برای پیشرفت نظریهٔ منسجم فعالیت کرده‌است، برای مثال وی نشان می‌دهد که مقررات باید متناسب با شرایط خاص هر صنعت باشد. بر اساس نظریه بازی و سایر نظریه‌ها، تیرول نیز یک چارچوب برای طراحی مقررات پیشنهاد و آن را به تعدادی از صنایع، از بانکداری تا ارتباطات از راه دور، ارائه نمود.

## کتاب‌ها و مقالات
تیرول حدود ۲۰۰ مقاله حرفه‌ای در مورد اقتصاد و امور مالی، و همچنین ۱۰ کتاب، از جمله تئوری سازمان صنعتی، تئوری بازی (با درو فودنبرگ)، یک تئوری از مشوق در تدارکات و مقررات (با ژان ژاک Laffont)، انتشار داده‌است. مقررات محتاطانه بانک‌ها (با ماتیاس Dewatripont)، رقابت در ارتباطات (با ژان ژاک Laffont)، بحران مالی، نقدینگی، و سیستم بین‌المللی پول، و تئوری امور مالی شرکت. تحقیقات وی سازمان‌های صنعتی، مقررات، نظریه بازی، بانکداری و امور مالی، روانشناسی و اقتصاد، امور مالی بین‌المللی و اقتصاد کلان را پوشش می‌دهد.